# مزرعة داريوش بهروند احمدي (حسينية انديمشك)
مزرعة داریوش بهروند احمدي (بالإنجليزية: Mazraeh-ye Dariush Baharvand Ahmadi)‏ هي منطقة سكنية تقع في إيران في قسم حسینیة الريفي.